# Хисарлъка (лесопарк)
Вижте пояснителната страница за други значения на Хисарлъка.
Хисарлъка е парк в Кюстендил.
Разположен е южно от града, на едноименния хълм Хисарлъка. В края на XIX – началото на XX в. под ръководството на лесовъда Йордан Митрев хълмът е залесен с иглолистна гора. След 9 септември 1944 г. залесяването продължава, проведени са благоустройствени мероприятия и Хисарлъка е превърнат в красив парк за туризъм, отдих и спорт.
Лесопарк „Хисарлъка“ заема площ от 1300 дка. В него преобладава черният бор, срещат се бял бор, ела, смърч, явор, цер, липа и др. Създадени са алеи, кътове за отдих, детски и спортни площадки, чешми. Изградени са хотел-ресторантите „Вилата" и „Орлово гнездо", туристическа хижа „Руен", ресторантите „Чешмето", „Вилата на Генерала" и „Бохемия", детски санаториум, кюстендилския зоопарк, „Алея на здравето“, параклис „Свети четиридесет мъченици“.
Лесопаркът е свързан с Кюстендил посредством 3 асфалтирани пътя и много алеи. От високите части се открива панорама към Кюстендил, Кюстендилската котловина и оградните ѝ планини. Лесопаркът е посещаван туристически обект и изходен пункт за маршрути в планината Осогово.
На най-високата равнинна част на лесопарка се намира късноантичната и средновековна крепост „Хисарлъка“, изградена в края на 4 – началото на 5 век. Поправяна през 6 в., тя преживява Първата и Втората българска държава и е съборена от османските завоеватели през 15 век. Днес част от крепостната стена е реставрирана и включена в цялостния архитектурен ансамбъл на лесопарка.
В градския парк на града всеки 21 март се чества празникът „Кюстендилска пролет“.